# 8700 Gevaert
8700 Gevaert eller 1993 JL1 är en asteroid i huvudbältet som upptäcktes den 14 maj 1993 av den belgiske astronomen Eric W. Elst vid La Silla-observatoriet. Den är uppkallad efter industrialisten Lieven Gevaert.
Asteroiden har en diameter på ungefär 15 kilometer och den tillhör asteroidgruppen Themis.